# Kent Peninsula
Kent Peninsula oder Kiillinnguyaq (seit 2012 der offizielle Name) ist eine große Halbinsel, fast vollständig von Wasser umgeben, in der Kitikmeot-Region von Nunavut an der Nordküste des kanadischen Festlands.
Von einem schmalen Isthmus aus ragt die Halbinsel 170 km nach Westen in den Coronation Gulf hinein.
Im Norden trennt die Dease Strait die Halbinsel von Victoria Island und den Finlayson Islands. 
Nordwestlich der Halbinsel liegt der Queen Maud Gulf. 
Melville Sound, Parry Bay und Elu Inlet liegen zwischen der Kent Peninsula und dem Festland. 
Cape Flinders ist der westlichste Punkt der Halbinsel. 
Auf der Halbinsel befinden sich viele namenlose Seen und Flüsse.
Historisch hatte die Umingmuktogmiut-Untergruppe der Copper Inuit eine permanente Siedlung an der Westküste der Halbinsel.